# Premćani
Premćani este un sat din comuna Pljevlja, Muntenegru. Conform datelor de la recensământul din 2003, localitatea are 73 de locuitori (la recensământul din 1991 erau 89 de locuitori).

## Demografie
În satul Premćani locuiesc 68 de persoane adulte, iar vârsta medie a populației este de 47,5 de ani (47,9 la bărbați și 46,9 la femei). În localitate sunt 28 de gospodării, iar numărul mediu de membri în gospodărie este de 2,61.
Populația localității este foarte eterogenă.
|  |

| Demografie | Demografie | Demografie |
| An         | Locuitori  | Locuitori  |
| ---------- | ---------- | ---------- |
|            |            |            |
|            |            |            |
|            |            |            |
|            |            |            |
| 1948       | 453        |            |
| 1953       | 387        |            |
| 1961       | 350        |            |
| 1971       | 240        |            |
| 1981       | 158        |            |
| 1991       | 89         | 89         |
| 2003       | 73         | 73         |

| \| Componența etnică conform recensământului din 2003[2] \| Componența etnică conform recensământului din 2003[2] \| Componența etnică conform recensământului din 2003[2] \| Componența etnică conform recensământului din 2003[2] \| Componența etnică conform recensământului din 2003[2] \| \| ----------------------------------------------------- \| ----------------------------------------------------- \| ----------------------------------------------------- \| ----------------------------------------------------- \| ----------------------------------------------------- \| \| \| \| \| \| \| \| Muntenegreni \| Muntenegreni \| \| 37 \| 50,68% \| \| Sârbi \| Sârbi \| \| 34 \| 46,57% \| \| necunoscută \| necunoscută \| \| 2 \| 2,73% \| |              |  |    |        |
| Componența etnică conform recensământului din 2003 |              |  |    |        |
| |              |  |    |        |
| Muntenegreni | Muntenegreni |  | 37 | 50,68% |
| Sârbi | Sârbi        |  | 34 | 46,57% |
| necunoscută | necunoscută  |  | 2  | 2,73%  |